# ثنائي كلوريد الزينون
ثنائي كلوريد الزينون (بالإنجليزية: Xenon dichloride)‏ صيغته الكيميائية (XeCl 2 ) هو مركب كيميائي من زينون والكلوريد المستقر، وهو الوحيد المعروف بالاستقرار من مركبات الزينون . يمكن تحضير المركب باستخدام تصريفات الموجات الصغرية باتجاه خليط من الزينون والكلور، ويمكن عزله بالتكثيف. حاولت استخدام زينون، الكلور وثلاثي كلوريد البورون لإنتاج ثنائي كلوريد الزينون، ولكن ولدت فقط زينون ثنائي كلوريد.
ومع ذلك، لا يزال من المشكوك فيه ما إذا كان ثنائي كلوريد الزينون مركباً حقيقياً أو جزيءاً فائقاً يتكون من ذرة زينون وجزيء الكلور المتصل بواسطة رابطة ثانوية . يستخدم أحادي كلوريد الزينون في الليزر المثير . وهو موجود أيضًا في حالة excimer.